# Кассиани, Франсиско
Франси́ско Кассиа́ни Го́мес (исп. Francisco Cassiani Gómez; род. 22 апреля 1968 в Арболетес, департамент Антьокия) — колумбийский футболист, выступавший на позиции защитника в 1980—2000-е годы.

## Биография
Франсиско Кассиани в детстве больше занимался баскетболом, но всё же сделал выбор в пользу футбола. В середине 1980-х он попал в молодёжную команду «Атлетико Насьоналя». Вопреки распространённой в интернете информации, он не играл на взрослом уровне за эту команду. На профессиональном уровне дебютировал за «Кукуту Депортиво». В 1990 году перешёл в «Энвигадо», с которым в следующем сезоне выиграл второй дивизион чемпионата Колумбии.
В 1992 году перешёл в «Атлетико Хуниор», с которым сам футболист связывает лучшие годы в своей профессиональной карьере. Вместе с «акулами» Франсиско Кассиани дважды становился чемпионом Колумбии, и в период пребывания в этой команде периодически вызывался в национальную сборную. Трижды, в 1993 и 1998—1999 годах, Кассиани на правах аренды выступал за другие команды — «Америку Кали», аргентинский «Росарио Сентраль» и «Депортес Киндио».
В 1990-е годы у Франсиско Кассиани было несколько случаев драк с журналистами. Кроме того, после убийства Андреса Эскобара многие игроки «Хуниора», включая Кассиани, ездили на тренировки с пистолетами.
За основную сборную Колумбии Франсиско Кассиани выступал с 1995 по 1997 год, проведя за «кафетерос» пять матчей. Он принял участие в Кубке Америки 1995 года, на котором колумбийцы заняли третье место, однако сам Кассиани на поле ни разу не появился.

### Личная жизнь
Франсиско Кассиани — старший брат Хеованиса Кассиани (род. 1970), который выступал в «Атлетико Насьонале» в 1988—1992 годах, играл за молодёжную, Олимпийскую и основную сборные Колумбии.
После завершения карьеры футболиста Франсиско Кассиани уехал жить и работать в футбольную академию в США.

## Титулы и достижения
Командные
- Чемпион Колумбии (2): 1993, 1995
- Победитель Примеры B (1): 1991
- Чемпион Чили (1): 2001
- Финалист Кубка КОНМЕБОЛ (1): 1998